# Secretário Privado Parlamentar do Gabinete
O Secretário Privado Parlamentar do Gabinete desempenha atualmente uma função no Governo do Reino Unido. O Secretário Privado Parlamentar apoia o Gabinete do Governo. A actual titular do cargo é a MP Jane Hunt.

## Lista de titulares de cargos
- Roberta Blackman-Woods (2006 a 2007)
- David Burrowes (2010 a 2012)
- Alan Campbell (2001 a 2003)
- Jeffrey Ennis (2007 a 2010)
- Nigel Evans (1994 a 1995)
- Derek Foster (1997 - no papel por dois dias)
- Edward Garnier (1997)
- Mary Hamilton (1929 a 1931)
- Kevin Hollinrake
- Jane Hunt (desde 2020)
- Barbara Keeley (8 de fevereiro de 2006 a junho de 2006)
- Pat McFadden
- Gillian Merron (junho de 2007 a janeiro de 2008)
- Damien Moore
- Margaret Moran
- James Morris
- David Mowat (2014 a 2015)
- Ian Pearson (1997 a 1998)
- Will Quince
- Lawrie Quinn
- Angela Smith
- Mark Tami
- Tom Watson
- Angie Bray[3]
- Kevin Foster[4]